# 23006 Пазден
23006 Пазден (23006 Pazden) — астероїд головного поясу, відкритий 13 листопада 1999 року.
Тіссеранів параметр щодо Юпітера — 3,287.